# Full Sail
Full Sail è il terzo album in studio del duo musicale statunitense Loggins and Messina, pubblicato nel 1973.

## Tracce
Side 1
1. Lahaina (Jim Messina)
2. Travelin' Blues (Messina)
3. My Music (Kenny Loggins, Messina)
4. A Love Song (Loggins, Dona Lyn George)
5. You Need a Man/Coming to You (Messina)

Side 2
1. Watching the River Run (Messina, Loggins)
2. Pathway to Glory (Messina)
3. Didn't I Know You When (Loggins, Michael Omartian)
4. Sailin' the Wind (Daniel Loggins, Dann Lottermoser)

## Formazione
- Kenny Loggins – voce, chitarra, armonica
- Jim Messina – voce, chitarra, mandolino
- Jon Clarke – oboe, sassofono, flauto, clarinetto, corno inglese
- Lester "Al" Garth – violino, clarinetto, sassofono, flauto dolce
- Larry Sims – basso, cori
- Merel Bregante – batteria, timbales, cori
- Michael Omartian – tastiera
- Vince Charles – steel drum
- Milt Holland – percussioni